# Mustis

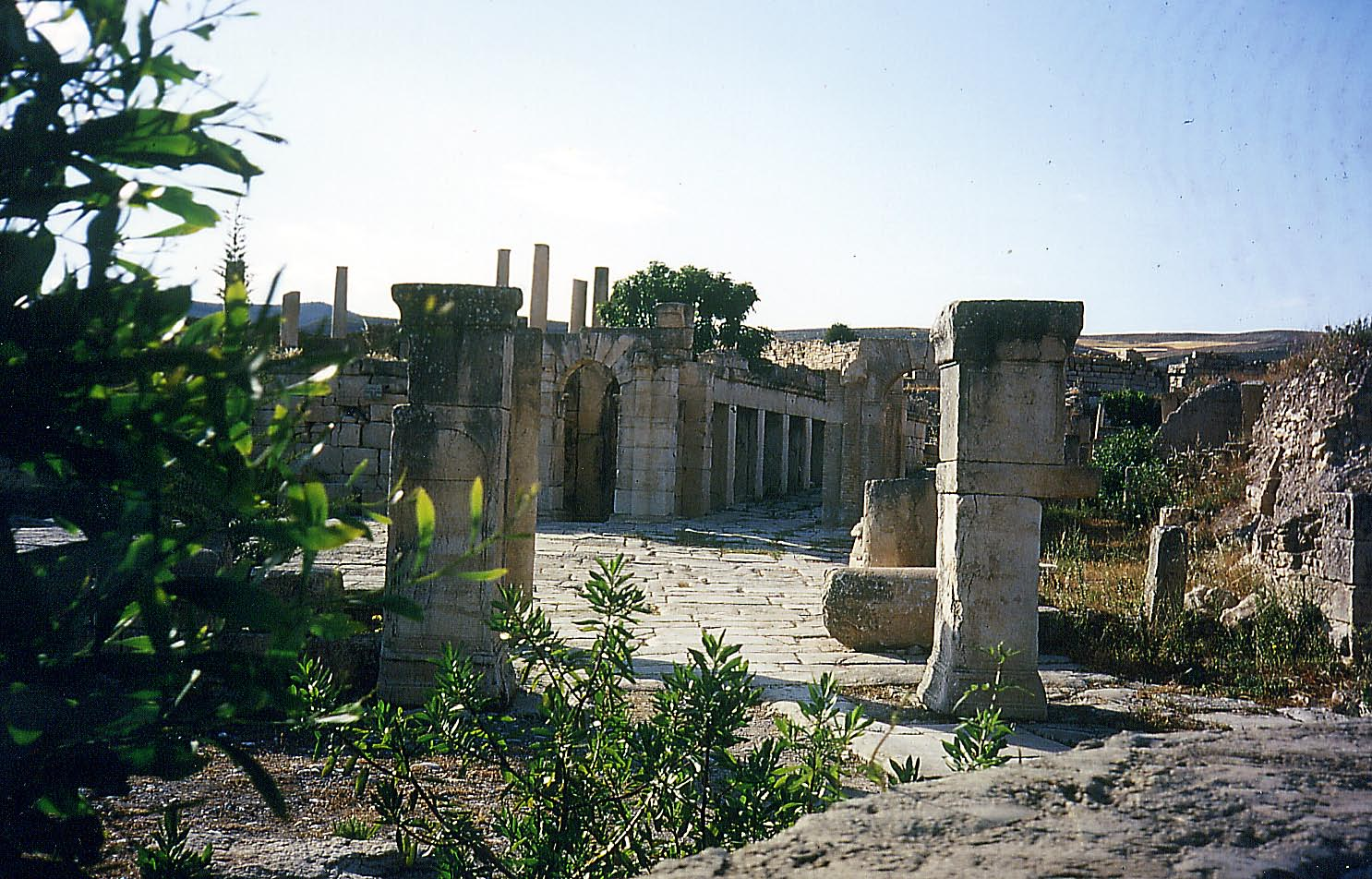
Ruinen von Mustis

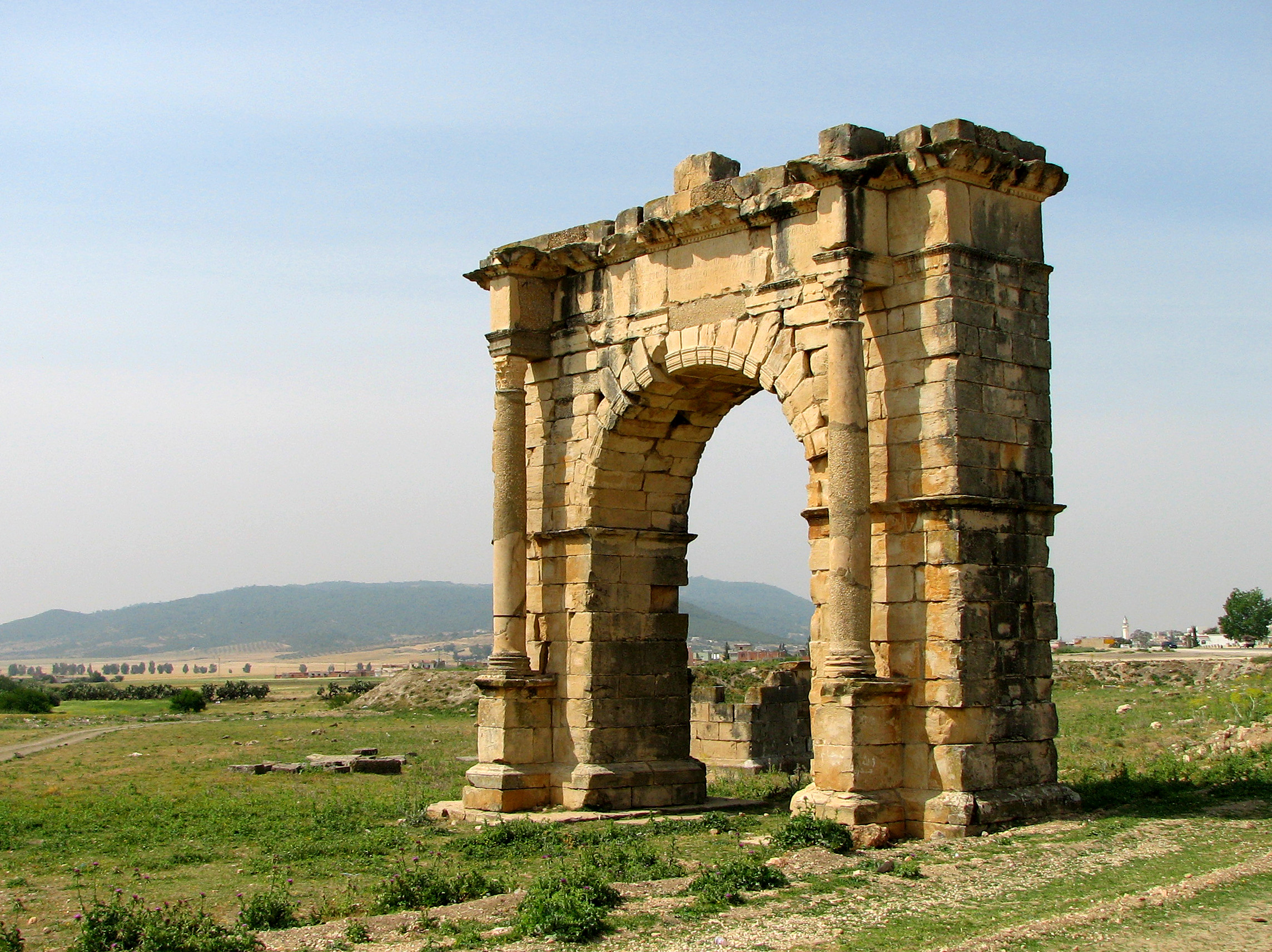
Ehrenbogen für Gordianus III.

Mustis, häufig auch Musti, ist eine antike Stadt in Nordafrika. Die Einwohner wurden Musticenses oder Mustitani genannt.
Sie liegt 90 römische Meilen von der Hauptstadt der Provinz Africa proconsularis, Karthago, entfernt, rund 120 km von der heutigen tunesischen Hauptstadt Tunis, bei dem modernen Dorf Henchir Mest, dessen Namen auf den antiken Ortsnamen zurückgeht. Mustis liegt in der Ebene am Rande der Kleinstadt El Krib, 12 km von Thugga (Dougga) entfernt.

## Geschichte
Mustis wurde gegen Ende des 2. Jahrhunderts v. Chr. unter Gaius Marius zur Ansiedlung von Veteranen aus Bononia gegründet. Unter Caesar wurde die Stadt Municipium, unter Marc Aurel oder Commodus wurde sie erneut privilegiert (Municipium Iulium Aurelium Mustitanum). Noch unter Theodosius wird sie municipium mustitanorum genannt. In der Spätantike war Mustis Bischofssitz. Darauf geht das römisch-katholische Titularbistum Musti zurück.
In byzantinischer Zeit wurde eine Festung errichtet, in deren Mauern zahlreiche Inschriften als Spolien verbaut wurden. Eine vereinzelte Besiedlung des Ortes ist auch noch in frühislamischer Zeit nachgewiesen.

## Archäologie
Nur ein kleiner Teil des ca. 34 Hektar umfassenden Stadtgebiets wurde bisher ausgegraben. An den beiden Enden des Stadtgebiets stehen zwei 238 für Gordianus III. errichtete Ehrenbögen an der die Stadt von Ost nach West durchquerenden Straße. Ergraben sind ferner das Forum, drei Tempel, Bäder, Häuser, Straßen sowie eine frühchristliche Kirche mit Baptisterium.